# Rue Eugène-Reisz
La rue Eugène-Reisz est une voie du 20e arrondissement de Paris, en France.

## Situation et accès

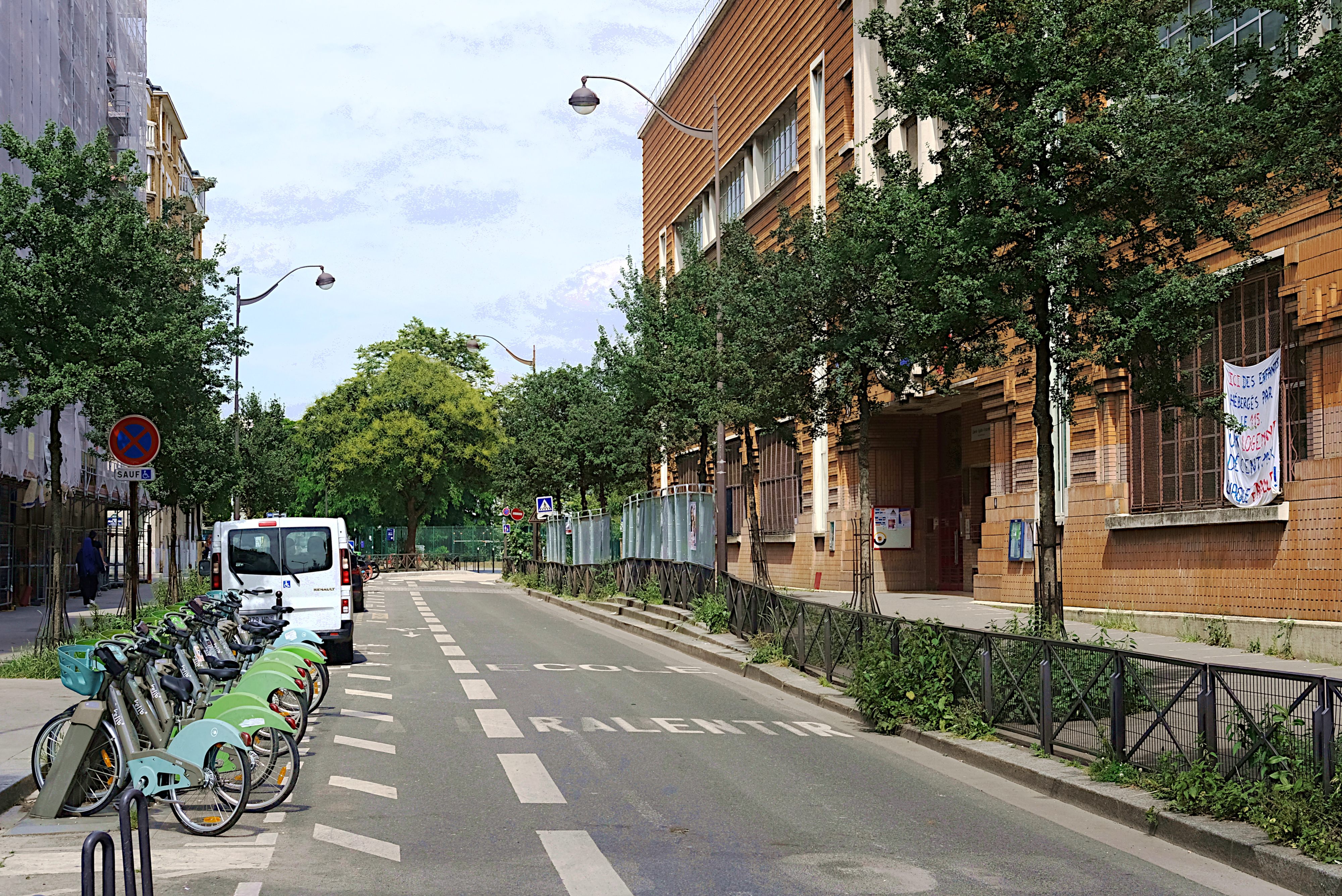
La rue en juin 2024.

La rue Eugène-Reisz est une voie publique située dans le 20e arrondissement de Paris. Elle débute au 94, boulevard Davout et se termine rue Louis-Lumière.

## Origine du nom
Cette rue porte le nom d'Eugène Reisz (1863-1921), conseiller municipal du quartier.

## Historique
La rue a été ouverte et a pris sa dénomination actuelle en 1929 sur l'emplacement du bastion no 13 de l'enceinte de Thiers.